# ورباس (رود)
ورباس رودی است که به دریای سیاه می‌ریزد. این رود از کشور بوسنی و هرزگوین می‌گذرد و طول آن ۲۳۵ کیلومتر (۱۴۶ مایل) است.شهر بانیا لوکا در کرانه این رود واقع شده است.
نام ورباس (vrbas) در زبان بوسنیایی، کرواتی و صربی به معنای بید است.تعدادی درخت بید در کرانه این رودخانه در بانیا لوکا نیز می‌روید.
رود ورباس از جنوب سراشیبی کوه ورانیتسا در نزدیکی گورنیی واکوف-اوسکوپلیه آغاز می‌شود و تا مرکز بوسنی ادامه می‌یابد.

## نگارخانه

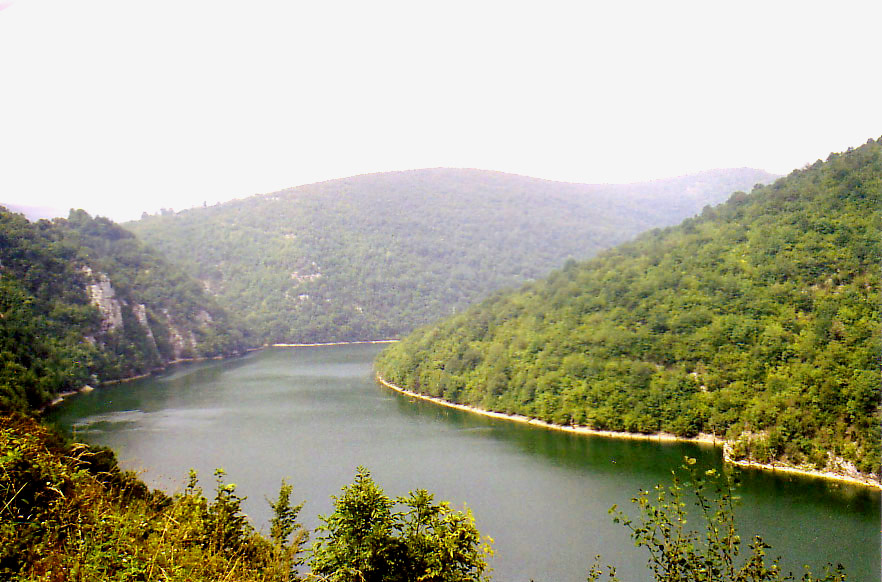
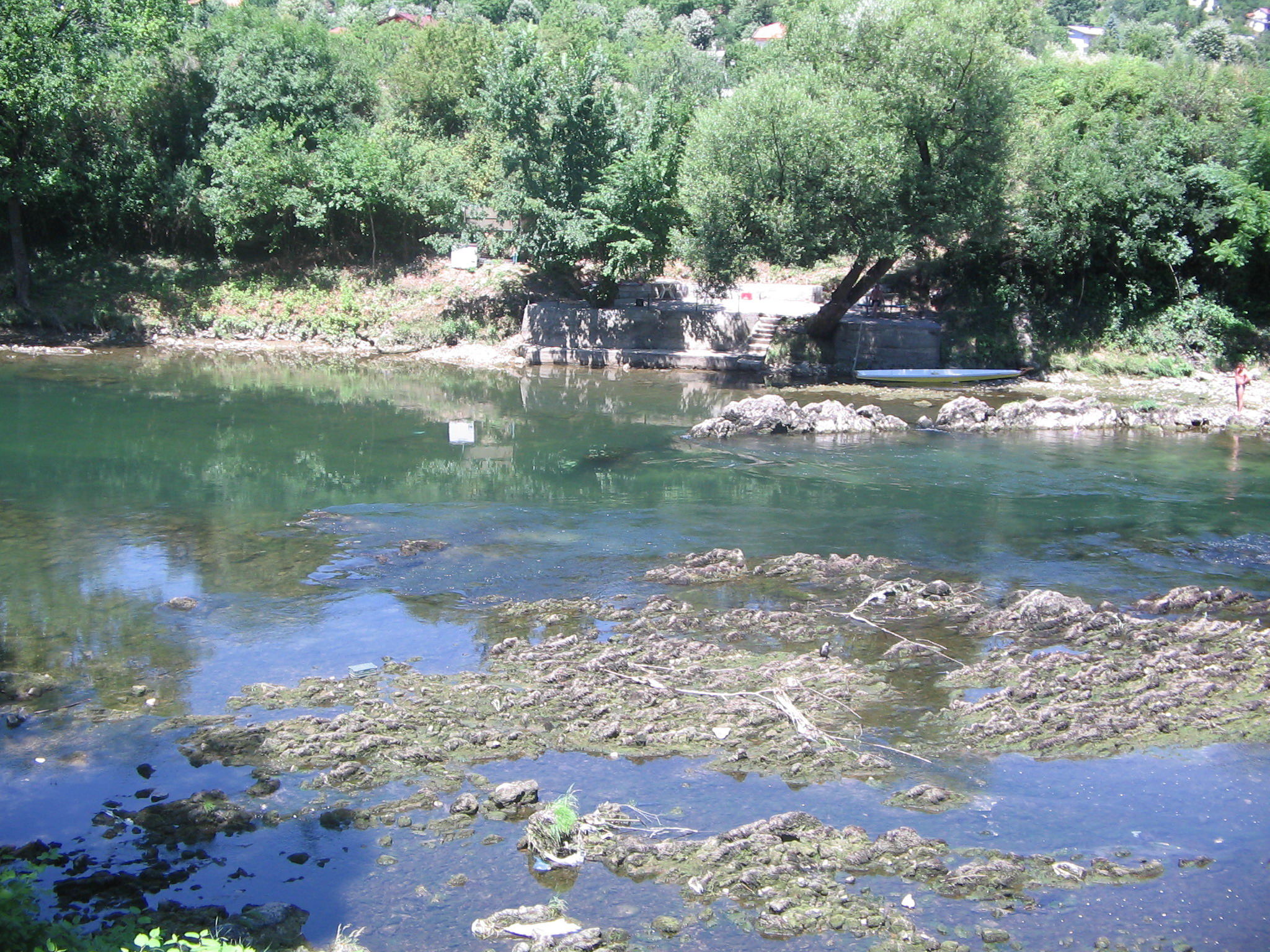
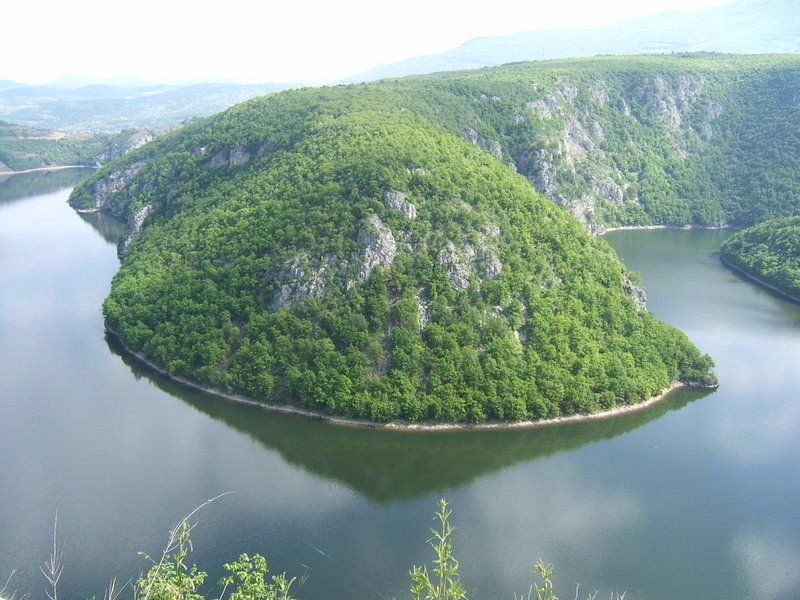